# 台中市公車91路
台中市公車91路主線目前行駛自舊庄起經大南到中興嶺停車場，延駛路線目前行駛自臺中國際機場起經大南到中興嶺停車場，繞駛路線目前行駛自舊庄起經東興到中興嶺停車場，為新社山環線。

## 歷史
- 2011年8月29日：通車，本路線為i384活動新增之環線免費公車之一。
- 2012年2月1日：神岡之端點「中正中山路口」延駛至「舊庄」；「新社高中」之端點延駛至「中興嶺」。
- 2013年7月1日：恢復為一般公車，並於7月8日開始正式收費。
- 2013年9月30日：「大社」站更名為「岸裡國小」。
- 2014年9月15日：往舊庄（中興嶺停車場開）部份班次延駛至「臺中航空站」；往中興嶺停車場（舊庄開）部分班次由台中航空站發車。
- 2014年10月1日：「新社新村」更名為「新社高中」，「新社高中」更名為「擺頭店」，「復興社區」更名為「復盛橋」。
- 2015年3月16日：主線與延駛路線增停「天寛聖宮」站。
- 2015年4月15日：延駛路線增停「西勢營門」。
- 2015年5月15日：主線與延駛路線增停「和睦路807巷口」。
- 2015年5月22日：主線與延駛路線增停「大楓樹福德祠」。
- 2016年10月16日：主線與延駛路線繞駛至豐原東站，繞駛後將「和平街」、「豐原」、「頂街」站位裁撤。
- 2017年3月26日：配合豐原區「向陽路地下道填平工程」道路管制禁止通行，2017年3月26日至2017年8月31日止改道為「中正路－三豐路－圓環北路－豐勢路」，改道後行經之既有站位皆停靠，並暫時取消停靠「豐原東站」至「圓環東水源路口」區間站位。[2]
- 2017年9月1日：因向陽路地下道填平工程完工日期延期，故持續改道。恢復原行駛動線再另行公告。
- 2017年9月11日：向陽路地下道填平工程完工，恢復原行駛動線。
- 2019年9月21日起：91路及91延配合豐原東站轉運中心興建施工（工期約為2年），調整豐原區行駛動線，調整後豐原東站上下車地點不變，往舊庄方向取消停靠「新都酒店」，請至「豐原老人會館」搭乘。
- 2019年10月25日：延駛路線調整部分班次發車時刻。
- 2019年11月11日：（含延駛路線）調整部分班次發車時刻。
- 2019年12月27日：新增91繞（舊庄－東興－中興嶺停車場）。
- 2020年8月21日：91繞調整新社區行駛路線，取消停靠「崎頂（協興街）」、「二苗圃口」、「下田寮」、「上田寮」、「紫明宮」、「五村口」站，新增停靠「何厝（興社街）」、「大排」、「南華」、「伯公廟」、「矮山坪」、「上坪」、「頭嵙山」、「茅埔角」、「新五村」。

## 路線基本資料

### 91主線
主線單程行車里數約32.7公里，單程約85分，往中興嶺停車場91站，往舊庄89站。
主線自舊庄起，沿清水區和睦路二段、神岡區和睦路一段、神清路、中山路、中正路、神岡路、中山路、(豐原區)中正路、向陽路、豐陽路、向陽路、圓環東路、豐勢路、(石岡區)豐勢路、(新社區)萬仙街、中正街、中和街五～一段、東山街到中興嶺停車場。
- 時刻表僅供參考，請以豐原客運網站公告為準。

| 舊庄開時刻 | 舊庄開備註 | 中興嶺停車場開時刻 | 中興嶺停車場開備註 |
| 06:00      | -          | 05:50              | -                  |
| 06:25      | -          | 06:30              | -                  |
| 07:20      | -          | 07:10              | -                  |
| 08:30      | -          | 08:10              | -                  |
| 10:00      | -          | 09:30              | -                  |
| 10:30      | -          | 11:40              | -                  |
| 11:30      | -          | 12:30              | -                  |
| 12:30      | -          | 14:30              | -                  |
| 16:00      | -          | 17:45              | -                  |
| 17:00      | -          | 21:40              | -                  |
| 21:10      | -          | -                  | -                  |

| 舊庄開時刻 | 舊庄開備註 | 中興嶺停車場開時刻 | 中興嶺停車場開備註 |
| 06:30      | -          | 06:30              | -                  |
| 08:30      | -          | 08:30              | -                  |
| 12:30      | -          | 11:30              | -                  |
| 13:30      | -          | 12:30              | -                  |
| 14:30      | -          | 15:30              | -                  |
| 17:30      | -          | 17:45              | -                  |
| 21:10      | -          | 20:30              | -                  |
| -          | -          | 21:40              | -                  |

### 91延
延駛路線單程行車里數約40.3公里，單程約110分鐘，往中興嶺停車場104站，往臺中國際機場102站。
延駛路線自臺中國際機場起，經沙鹿區中航路一段、和睦路三段、清水區和睦路三段、和睦路二段，經舊庄後與主線行經路線相同到中興嶺停車場。
| 臺中國際機場開時刻 | 臺中國際機場開備註 | 中興嶺停車場開時刻 | 中興嶺停車場開備註 |
| 09:30              | -                  | 07:40              | -                  |
| 15:15              | -                  | 13:30              | -                  |
| 17:50              | -                  | 17:00              | -                  |

| 臺中國際機場開時刻 | 臺中國際機場開備註 | 中興嶺停車場開時刻 | 中興嶺停車場開備註 |
| 09:30              | -                  | 07:40              | -                  |
| 15:15              | -                  | 13:30              | -                  |
| 18:25              | -                  | 16:30              | -                  |

### 91繞1
繞1路線單程行車里數約38.0公里，單程約90分鐘，往中興嶺停車場96站，往舊庄95站。
繞1路線自舊庄起，沿清水區和睦路二段、神岡區和睦路一段、神清路、中山路、中正路、神岡路、中山路、(豐原區)中正路、向陽路、豐陽路、向陽路、圓環東路、豐勢路、(石岡區)豐勢路、(新社區)萬仙街、中正街、中和街五～四段、興社街四～三段、新興街、東湖街二～一段、興社街一段、鄉道中95線、鄉道中93線、協中街至中興嶺停車場。
| 舊庄開時刻 | 舊庄開備註 | 中興嶺停車場開時刻 | 中興嶺停車場開備註 |
| 19:50      | -          | 10:30              | -                  |
| -          | -          | 19:00              | -                  |

假日停駛

### 91繞2
繞2路線單程行車里數約38.0公里，單程約90分鐘。為單方向行駛，往中興嶺停車場92站。
繞2路線自舊庄起，沿清水區和睦路二段、神岡區和睦路一段、神清路、中山路、中正路、神岡路、中山路、(豐原區)中正路、向陽路、豐陽路、向陽路、圓環東路、豐勢路、(石岡區)豐勢路、(新社區)萬仙街、中正街、中和街五～四一段、東山街、鄉道中93線、至中興嶺停車場。
| 舊庄開時刻 | 舊庄開備註 | 中興嶺停車場開時刻 | 中興嶺停車場開備註 |
| 05:30      | -          | -                  | -                  |

假日停駛

### 收費
依里程計費；刷卡10公里免費

### 停站
參見右側路線圖。

## 照片集

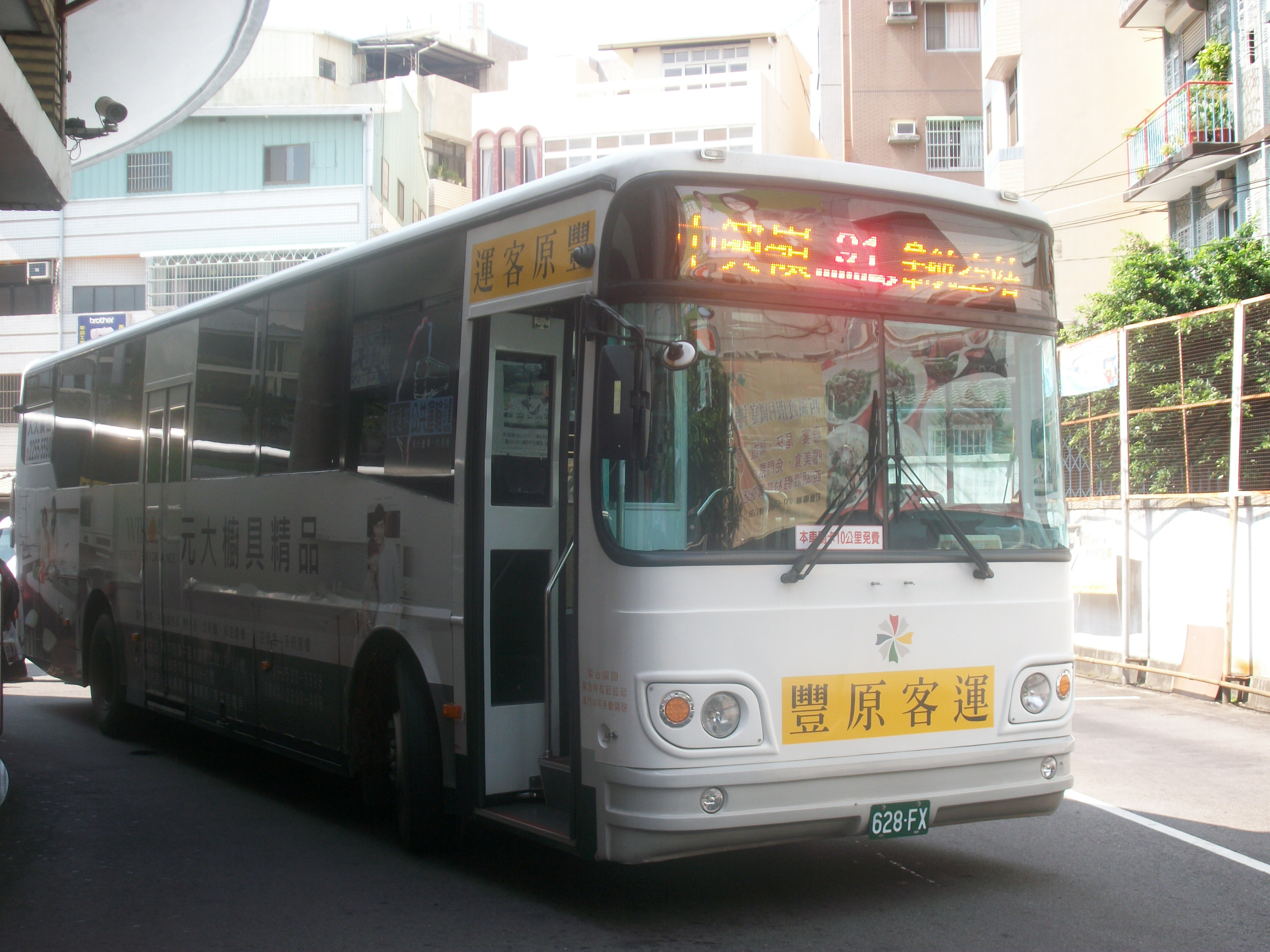
臺中市公車91路 （車頭僅顯示「中興嶺91→臺中航空站」，並無顯示91延。）